# Tierra de Medellín

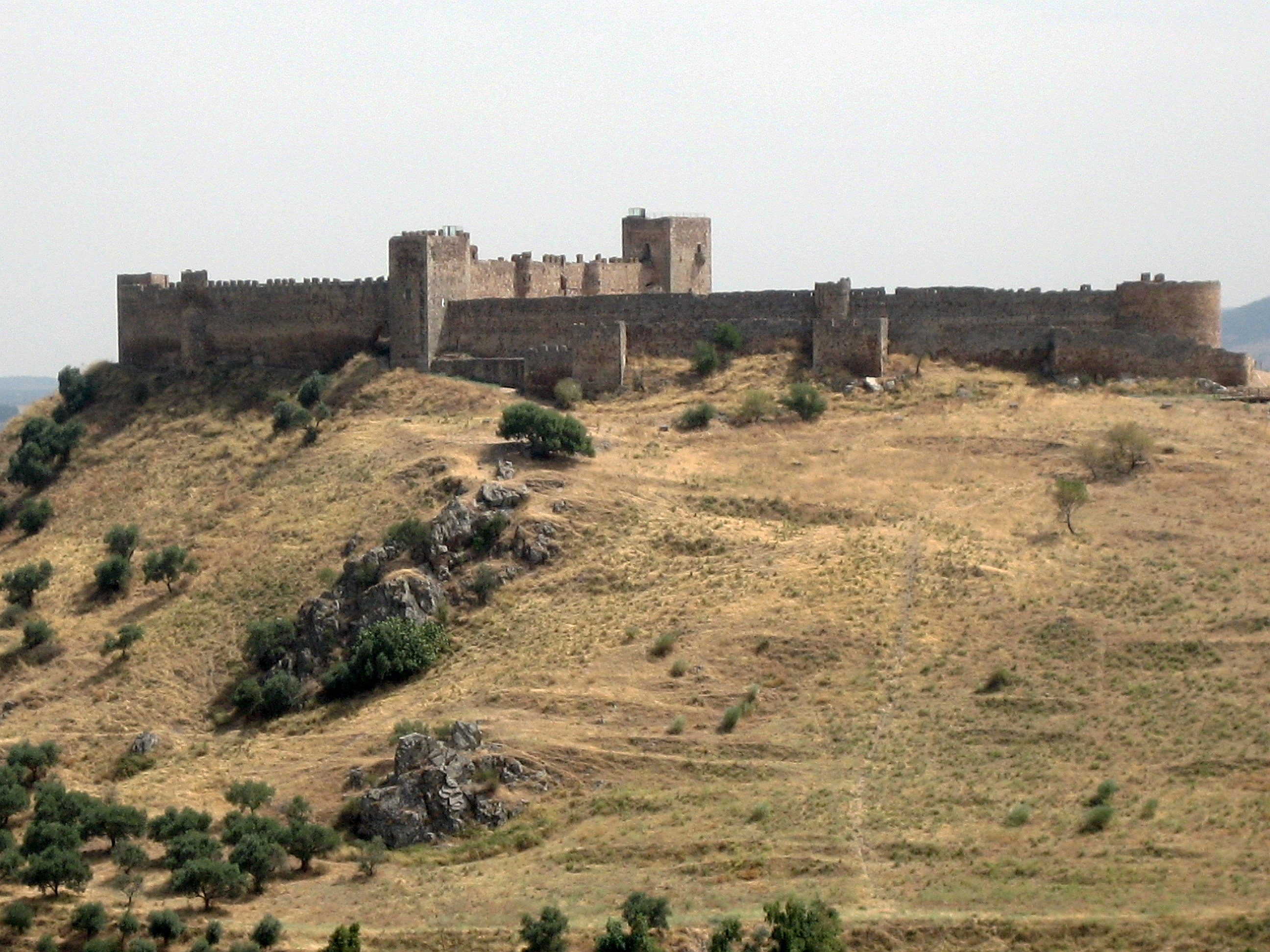
Castillo de Medellín.

La comunidad de villa y tierra de Medellín fue creada tras la conquista de la zona por las tropas de Fernando III de Castilla en 1234, siendo donada por el monarca al maestre alcantarino Pedro Yáñez; actuará desde entonces como frontera entre el extenso territorio de La Serena, perteneciente a la Orden de Alcántara, al Este, y las tierras otorgadas a la de Santiago, al Oeste.
Forman parte de la misma las actuales poblaciones de Don Benito, Meajadas, Rena, El Villar, Menguabril, La Manchyta, Cristina, Valdetorres y Garueña, y la desaparecida aldea de Don Llorente; con una población total según el censo de Carlos I de 1528 de 2578 vecinos pecheros (unos 10 000 habitantes) y una superficie aproximada de 1220 km².

## Economía
Se define el territorio por el alcance de la dehesa como forma de explotación. Así, según los datos de un vaqueamiento realizado en 1460, las del término podían alimentar a 24 385 vacas (alrededor de veinte cabezas por km²), lo que significaría unos ingresos teóricos cercanos a los 68 000 maravedíes.
El precio de los pastos experimenta una fuerte subida en la segunda mitad del siglo XV, que se atenúa en la primera mitad del XVI.